# Baccio da Montelupo
Baccio da Montelupo (eigentlicher Name Bartolomeo di Giovanni d’Astore dei Sinibaldi) (* 1460 in Montelupo Fiorentino; † um 1523 in Lucca) war ein italienischer Bildhauer und Architekt.

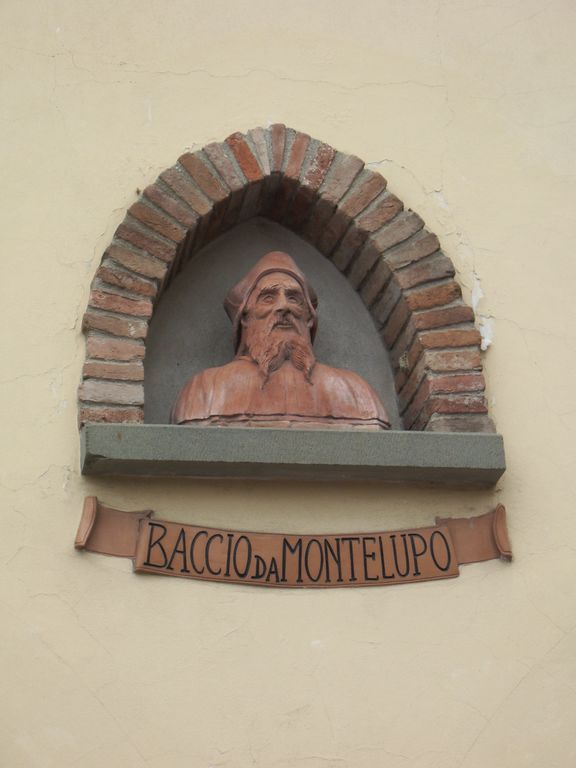
Porträt aus Terrakotta. Ein Werk des Meisters Lelio Rossi.

## Leben
Er wurde in Montelupo Fiorentino in eine Familie von bescheidenem sozialen Status hineingeboren und besuchte möglicherweise die Keramikwerkstätten seiner Heimatstadt, bevor er im Alter von 18 Jahren nach Florenz zog, um eine Karriere als Bildhauer zu beginnen. Dort besuchte er die Kunstschule im Garten von San Marco, die von Bertoldo di Giovanni im Auftrag von Lorenzo il Magnifico geleitet wurde.
An derselben angesehenen Schule studierte auch der junge Michelangelo, der ein enger Freund von Baccio wurde. 1492, nach dem Tod des Magnifico, wurde die Schule geschlossen und Baccio kam bei Verwandten unter.

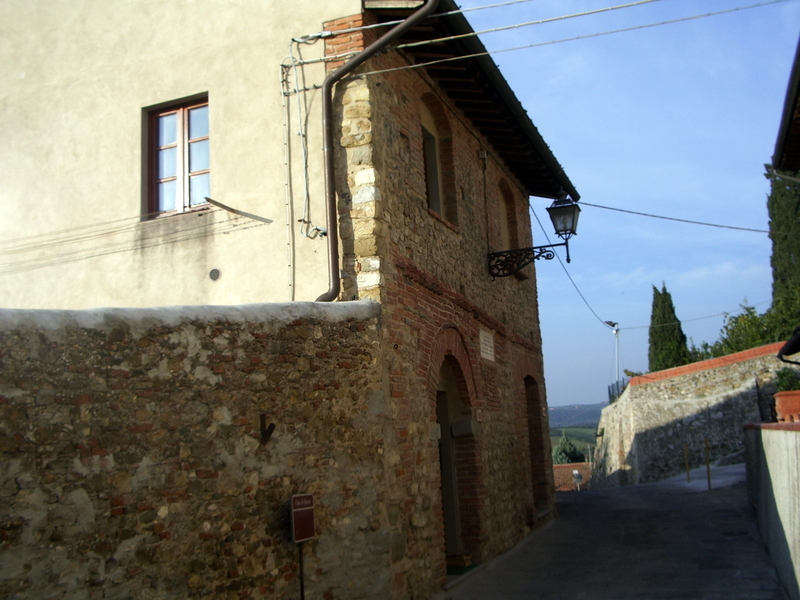
Montelupo Fiorentino – das Haus von Baccio

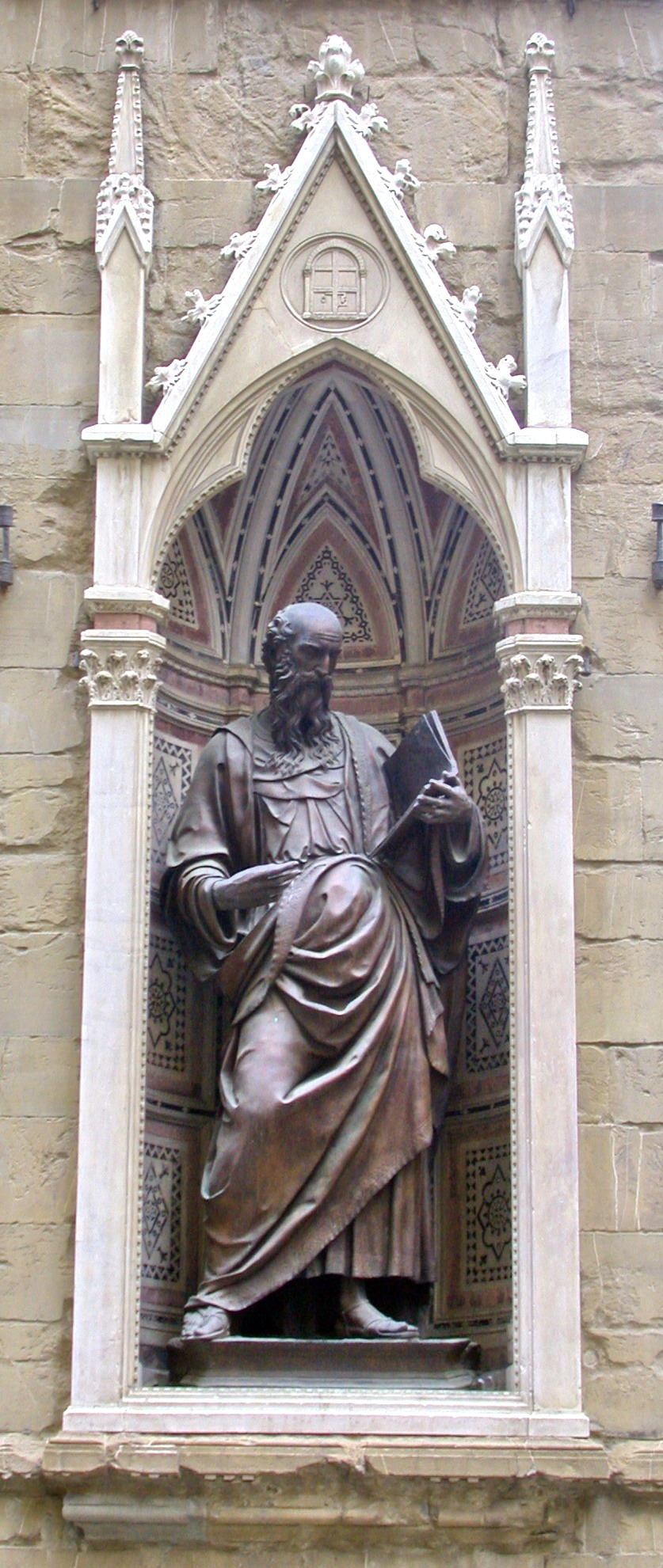
Orsanmichele: Tabernakel der Seidengilde mit dem Hl. Johannes Evangelisten

Seinen ersten großen Auftrag erhielt er für eine Beweinung des toten Christus, eine Reihe von Terrakotta-Statuen, von den Brüdern von San Domenico in Bologna, wohin er 1495 vor den Truppen Karls VIII. von Frankreich aus Florenz geflohen war. Einige Monate später kehrte er nach Florenz zurück und schuf einige Kruzifixe, die ihn berühmt machten, darunter vermutlich das erste für die Basilika San Lorenzo, dann für San Marco, die Abtei der Heiligen Flora und Lucilla in Arezzo und die Pfarrkirche San Martino a Gangalandi bei Lastra a Signa.
Er war ein Piagnone, d. h. ein überzeugter Anhänger Savonarolas. Nach dessen schrecklichem Tod floh er nach Bologna, wo er zwölf Apostelbüsten aus Terrakotta schuf, die sich heute im Kathedrale von Ferrara befinden.

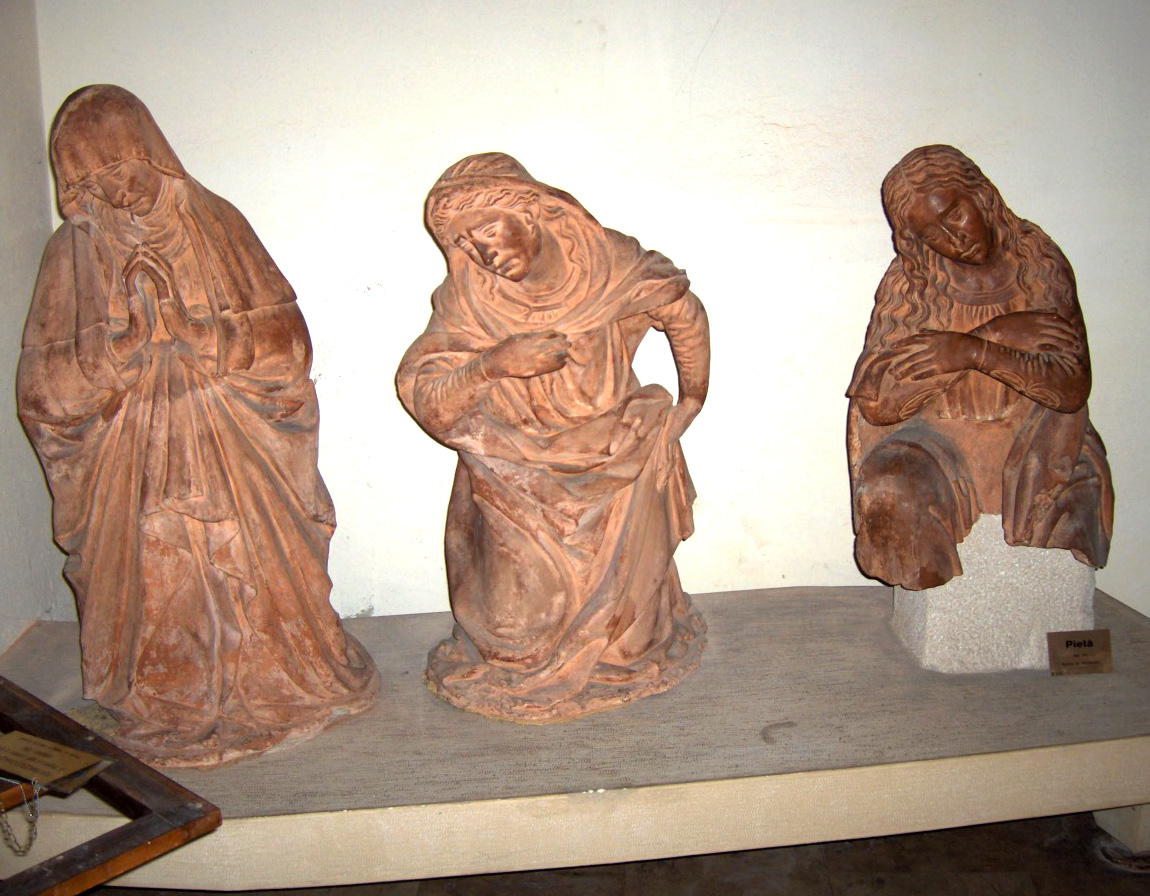
Beweinung aus Terrakotta, Basilika San Domenico, Bologna

Im Jahr 1506 erhielt er, inzwischen ein etablierter Künstler, den Auftrag, für die Benediktinerabtei San Godenzo eine Reihe von Holzskulpturen zu schaffen, von denen heute nur noch der Heilige Sebastian erhalten ist, der von besonderer Bedeutung ist, da er allgemein als Bindeglied zwischen der mit Donatello verbundenen Bildhauerei des 15. Jahrhunderts und dem eher ausdrucksstarken Stil Michelangelos gilt.
Die Krönung seiner Karriere war der Auftrag der Seidengilde im Jahr 1514 für die Statue des Evangelisten Johannes für eine der Nischen der Orsanmichele in Florenz. Das Werk aus kostbarer Bronze ist mit seinem kraftvollen Gesichtsausdruck und seinen Gesten sein Meisterwerk.
Im Jahr 1515 schuf er die Ädikula aus Marmor, die ein wundertätiges Fresko der Madonna in der Kirche Sant’Agostino in Colle di Val d’Elsa umgibt. Gegen Ende des Jahrzehnts arbeitet er in der Republik Lucca und begann mit der Pietà aus Marmor für die Pfarrkirche von Segromigno (1518), ein Werk, dem eine Reihe von Grabdenkmälern folgten (Grabmal des Bischofs Silvestro Gigli, Kirche San Michele in Foro mit seinem Sohn Raffaello; Denkmal für San Silao, Museo Nazionale di Villa Guinigi; Denkmal für Giano Grillo, Kirche Santissima Annunziata dei Servi).
Er entwarf auch die Kirche San Paolino, ebenfalls in Lucca.
Die letzten Jahre seines Lebens sind geheimnisumwittert; man nimmt an, dass er sich um 1523 von seiner Arbeit zurückzog und vermutlich in Lucca starb.